# Martin von Oldershausen
Martin Heinrich Franz Hans Freiherr von Oldershausen (Hildesheim, 24. studenog 1865. -  Hamburg, 23. srpnja 1924.) je bio njemački general i vojni zapovjednik. Tijekom Prvog svjetskog rata zapovijedao je 24 pričuvnom divizijom, te bio načelnikom stožera 3. armije i Armijskog odjela A na Zapadnom bojištu.

## Vojna karijera
Martin von Oldershausen rođen je 24. studenog 1865. u Hildesheimu u saskoj vojničkoj obitelji. Otac mu je bio konjički satnik, a i mlađi brat Erich je služio u njemačkoj vojsci tijekom Prvog svjetskog rata. Oldershausen je u sasku vojsku stupio kao kadet u travnju 1884. nakon čega služi u 100. grenadirskoj pukovniji smještenoj u Dresdenu. Od travnja 1887. nalazi se na službi u 12. lovačkoj bojnoj gdje je u travnju 1892. promaknut u čin poručnika. Od listopada 1892. pohađa Prusku vojnu akademiju u Berlinu, da bi se nakon završetka školovanja u istoj, u lipnju 1895., vratio na službu u 12. lovačku bojnu nakon čega služi u Glavnom stožeru. U listopadu 1897. ponovno se vraća na službu u 12. lovačku bojnu, da bi u rujnu 1898. bio promaknut u satnika, te imenovan pobočnikom u 45. pješačkoj brigadi.
U travnju 1901. Oldershausen postaje zapovjednikom satnije u 12. lovačkoj bojnoj, dok je u listopadu 1904. imenovan prvim stožernim časnikom 40. pješačke divizije smještene u Chemnitzu. Potom je u travnju 1906. unaprijeđen u bojnika, dok je godinu dana nakon toga, u travnju 1907., imenovan zapovjednikom bojne u 104. saskoj pješačkoj pukovniji. U siječnju 1911. postaje zapovjednikom bojne u 105. saskoj pješačkoj pukovniji, da bi u ožujku 1912. bio promaknut u čin potpukovnika. Tri mjeseca poslije, u lipnju 1912. premješten je na službu u stožer 105. saske pješačke pukovnije.

## Prvi svjetski rat
Na početku Prvog svjetskog rata Oldershausen je najprije imenovan zapovjednikom 105. landverske pješačke pukovnije. Međutim, ubrzo sredinom kolovoza postao je zapovjednikom 105. saske pješačke pukovnije nakon što je u borbama kod Mulhousea poginuo dotadašnji zapovjednik pukovnije. Istodobno s tim imenovanjem Oldershausen je promaknut u čin pukovnika. Zapovijedajući 105. saskom pješačkom pukovnijom sudjeluje u Prvoj bitci na Aisnei, nakon čega je pukovnija premještena u sjevernu Francusku gdje sudjeluje u Prvoj bitci kod Ypresa. 
U ožujku 1915. Oldershausen postaje načelnikom stožera VIII. pričuvnog korpusa kojim je zapovijedao Paul Fleck. Kao načelnik stožera VIII. pričuvnog korpusa sudjeluje najprije u Prvoj, a nakon toga i u Drugoj bitci u Champagni. U srpnju 1916. postaje načelnikom stožera 3. armije koja se nalazila pod zapovjedništvom Karla von Einema u sklopu koje se istaknuo u Drugoj bitci na Aisnei za što je 20. svibnja 1917. i odlikovan ordenom Pour le Mérite. U studenom 1917. promaknut je u čin general bojnika. 
U siječnju 1918. preuzima zapovjedništvo nad 24. pričuvnom divizijom s kojom u sastavu 17. armije sudjeluje u Proljetnoj ofenzivi. Nakon toga divizija sudjeluje u borbama između Arrasa i Alberta, nakon čega se povlači na Hindenburgovu liniju. Pred sam kraj rata Oldershausen postaje načelnikom stožera Armijskog odjela A na kojem mjestu dočekuje i završetak rata.

## Poslije rata
Nakon završetka rata Oldershausen od siječnja 1919. zapovijeda 32. pješačkom divizijom, dok od ožujka obnaša dužnost zapovjednika 1. dragovoljačke granične brigade koja je štitila njemačku granicu prema Čehoslovačkoj. U svibnju 1919. obnaša dužnost u saskom ministarstvu rata, da bi u rujnu postao načelnikom stožera 1. vojnog područja. Na navedenoj dužnosti nalazi se do kolovoza 1920. kada prelazi u ministarstvo obrane gdje obnaša dužnost povjerenika za razoružanje. S 1. siječnjem 1921. Oldeshausen je umirovljen s počasnim činom general poručnika.   
Martin von Oldershausen preminuo je 23. srpnja 1924. u 59. godini života u Hamburgu. Od rujna 1896. bio je oženjen s Friedom von Polentz koja je preminula u srpnju 1917. godine. Drugi brak sklopio je u lipnju 1918. s Elsom von Haugk.

## Vanjske poveznice
(eng.) Martin von Oldershausen na stranici Prussianmachine.com

(njem.) Martin von Oldershausen na stranici Lexikon der Wehrmacht.de